# Chemillé
Chemillé là một xã thuộc tỉnh Maine-et-Loire trong vùng Pays de la Loire phía tây nước Pháp. Xã này nằm ở khu vực có độ cao trung bình 81 mét trên mực nước biển.
Tại đây có Camifolia, một vườn thực vật chuyên trồng dược thảo